# Koster and Bial's Music Hall

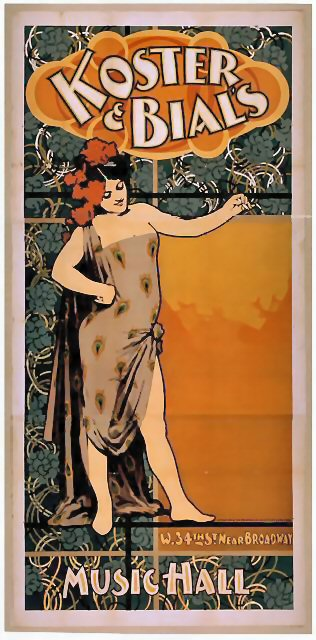
Locandina del Koster and Bial's

Il Koster and Bial's Music Hall è stato un importante teatro vaudeville di New York, famoso nella storia del
cinema come il luogo della prima esibizione del sistema Vitascope avvenuta il 23 aprile 1896.
Il Koster and Bial's si trovava tra la Broadway e 34-esima strada, dove oggi sorge la catena di distribuzione Macy's
.
Anche se oggi è principalmente ricordato come un luogo che vide la nascita del cinema, questo teatro ed il suo predecessore, il
Koster and Bial's Concert Hall, erano importanti teatri vaudeville e facevano parte della scena teatrale di New York.
Il Koster and Bial's Music Hall era il successore del Koster and Bial's Concert Hall che si trovava nella 23ª strada.
Il teatro chiuse nel 1901 e venne demolito. Al suo posto sorse l'edificio dello store Macy's.

## Storia
Il Koster and Bial's Music Hall aprì i battenti il 28 agosto 1893 quando
i due impresari John Koster (1844-1895) e Albert Bial (1842-1897) si trasferirono
presso un teatro posto su Herald Square che in precedenza era chiamato Manhattan Opera House.
Questo teatro era stato costruito nel 1892 da Oscar Hammerstein I, un imprenditore appassionato di grande opera.
Già dagli inizi, a causa di problemi finanziari Hammerstein decise di convertire il suo teatro al genere vaudeville. Offerse perciò a Koster e Bial un accordo commerciale in cui lui avrebbe gestito la parte relativa all'intrattenimento mentre Koster e Bial avrebbero gestito quella relativa alla ristorazione.
Il nuovo Koster and Bial aprì così i battenti il 28 agosto del 1893 riscuotendo immediato successo.
In seguito tuttavia Koster e Bial estromisero Hammerstein e gestirono il teatro da soli
.
Il teatro chiuse nel 1901 e fu demolito. Al suo posto sorse l'attuale store Macy's
.